# کارن پیستوریوس
کارن پیستوریوس (به انگلیسی: Caren Pistorius) (زادهٔ ۳۰ سپتامبر ۱۹۹۰)، یک بازیگر اهل آفریقای جنوبی است که بیشتر برای ایفای نقش شخصیت رز در غرب آهسته (۲۰۱۵) شناخته شده‌است.

## فیلم‌شناسی
فهرست برخی از فیلم‌هایی که کارن پیستوریوس در آن‌ها به ایفای نقش پرداخته‌است:
| نام فیلم               | سال  | نقش            |
| ---------------------- | ---- | -------------- |
| غرب آهسته              | ۲۰۱۵ | رز راس         |
| نوری در میان اقیانوس‌ها | ۲۰۱۶ | لوسی گریس بالغ |
| کارگو                  | ۲۰۱۷ | لورا لورن      |
| گلوریا بل              | ۲۰۱۸ | ان             |
| موتورهای مرگبار        | ۲۰۱۸ | پاندورا شاو    |
| نامتعادل               | ۲۰۲۰ | ریچل           |
| دختر شاه مرداب         | ۲۰۲۳ | مادر هلنا      |